# Dmitri Vrubel
Dmitri Vladimirovich Vrubel (russisk: Дмитрий Владимирович Врубель; 14. juli 1960 – 13. august 2022) var en russisk maler. Han var bedst kendt for sit East Side Gallery-maleri Mein Gott, hilf mir, diese tödliche Liebe zu überleben, der forestiller de kyssende kommunistledere Leonid Brezhnev og Erich Honecker.
Vrubel blev født i Moskva. Hans efternavn er en russificering af det almindelige polske efternavn Wróbel.

## Graffiti værk
Vrubels mest berømte værk er graffiti-værket, malet på Berlin-muren med titlen Mein Gott, hilf mir, diese tödliche Liebe zu überleben, som skildrer de kyssende kommunistiske ledere Leonid Brezhnev og Erich Honecker.
Det var inspireret af et fotografi taget af fotografen Regis Bossu der skildrede et socialistisk broderkys mellem lederne Leonid Brezhnev og Erich Honecker i 1979 under en fest. ved festligholdelsen af 30 årsdagen for DDR.
I 2009 blev maleriet fjernet af myndighederne som led i en indsats for at få det malet om af Vrubel.

### Andre værker
I 2001 skabte han og hans kone, Viktoria Timofeyeva, en kalender i stort format indeholdende portrætter af den russiske præsident Vladimir Putin kaldet "The 12 moods of Putin". Hver side i kalenderen portrætterede et andet billede af Putin og var et uventet hit blandt Moskva-befolkningen.

## Dødsfald
Vrubel døde den 14. august 2022 i en alder af 62 af COVID-19 komplikationer.

## References
1. 1 2  Умер художник Дмитрий Врубель (russisk)
2. ↑  .html "Keep a Shadow of the Wall". The New York Times. 2. december 1990. s. Afsnit 4 side 18 i New York-udgaven. Hentet 18. juni 2009. I en lampon af socialistisk realisme, en sovjetisk kunstner , Dmitri Vrubel, skildrer den sovjetiske leder Leonid Bresjnev, der kysser Østtysklands tidligere partichef, Erich Honecker. En billedtekst siger "Gud hjælpe mig med at overleve denne dødbringende kærlighedsaffære." {{cite news}}: Tjek |url= (hjælp)
3. ↑  Et foto her: Kys som lavet historie, repubblica.it.
4. ↑  Göbel, Malte (27. marts 2009). "Kiss of Death: Officials Erase Historic Berlin Wall Mural". Der Spiegel. Hentet 18. juni 2009.
5. ↑  Paterson, Tony (28. marts 2009). "The stolen kiss: The Berlin Wall mural is erased". The Independent. Hentet 18. juni 2009.
6. 1 2  "'Twelve moods of Putin' hits Russia". BBC News. 6. december 2001. Hentet 18. juni 2009.
7. ↑  "Næste, de burde at lave en t-shirt". United Press International. 7. december 2001. Hentet 18. juni 2009. (Webside ikke længere tilgængelig)